# Білоруський національний комітет (Вільнюс)
Віленський білоруський національний комітет (біл. (Віленскі) беларускі нацыянальны камітэт, (В) БНК; (Vilenski) biełaruski nacyjanalny kamitet, (V) BNK) — координаційний представницький орган білоруських партій та організацій. Створений у Вільнюсі у 1921. У різний час об'єднував від 19 до 40 представників різних партій, організацій і товариств. Вів національну, культурно-освітню та кооперативну роботу.
До 1925 конкурував з Варшавським БНК. Стояв в опозиції до польського уряду. Прагнув стати керівним центром всіх білоруських національно-демократичних партій і організацій. Ставив собі за мету створити Білорусько-Литовську демократичну республіку, на початку домогтися культурно-національної автономії Західної Білорусі .
Після створення в 1926 Білоруської селянсько-робітничої громади (БСРГ) опинився під її впливом. В цей час до БНК входив 31 представник білоруських політичних партій і організацій: БСРГ, Білоруської селянської спілки, Білоруської християнської демократії (БХД), Товариства білоруської школи (ТБШ), Білоруського студентського союзу, Білоруського наукового товариства і Білоруського видавничого товариства, преси, кооперативів та ін. У 1926-1927 провідну роль у БНК відігравало ліве крило на чолі з керівниками БСРГ Б. Тарашкевичем, С. Рак-Михайловським, П. Мітлою. Після розгрому БСРГ і репресій польських властей проти її представників діяльність БНК занепала.
На поч. 1930-х рр БНК реорганізований під егідою БХД. 3 його допомогою БХД домагалася консолідації під своїм керівництвом на національно-демократичній основі всіх білоруських національних партій і організацій, хоча це їй повністю і не вдалося. Представники ТБШ у БНК не брали участі. Політична діяльність комітету, як і БХД, була спрямована проти КПЗБ. У лютому 1931 БНК виступав з протестом проти переслідування білоруських учених, діячів культури в БРСР, які звинувачувалися в націонал-демократизмі. У 1934 політичні організації делегували до БНК по 3 представника, культурно-освітні, кооперативні та студентські — по 2. Головою БНК, який у цей час складався з 26 чол., був Е. Позняк, заступниками — В. Богданович і М. Манцевич, секретарем — В. Козловський, скарбником — А. Климович. У червні 1935 прийнятий новий статут організації. До нового статуту БНК був доданий пункт, де підкреслювалося, що комітет є представником організованого білоруського населення Західної Білорусі, яке домагається здійснення «права білоруського народу, оголошеного 25 березня 1918 року». По відношенню до БРСР керівництво БНК у 1930-і роки займала критичні позиції. У 1935 до Женеви було направлено заяву-протест БНК проти прийняття СРСР до Ліги Націй. У січні 1938 діяльність БНК заборонена польською владою.
На початку липня 1941 року, в результаті зусиль білоруського націонал-соціалістичного діяча Владислава Козловського, німецькі військові власті дозволили відновити діяльність Білоруського національного комітету у Вільнюсі. На установчих зборах, які відбулися за участю понад 60 місцевих діячів, була обрана управа БНК. Головою управи став Вацлав Івановський, його заступниками — Йосип Малецький і Болеслав Грабінський, секретарем — Йосип Найдзюк, скарбником — Владислав Козловський і референтом у справах культури — Всеволод Король. Комітет представляв інтереси білоруського населення на території Литви перед німецькою владою і направляв свою діяльність на організацію школи і навіть військових одиниць. Скоро він почав втрачати довіру у нацистів, і ті припинили підтримувати білорусів в міських органах влади. Восени 1941 В. Івановський виїхав до Мінська. За Я. Малецького, голови БНК у 1941-42 р, головним завданням комітету була добірка кадрів для роботи в Білорусі, куди були спрямовані кілька сотень людей.